# Vince Edwards
Pour les articles homonymes, voir Edwards.

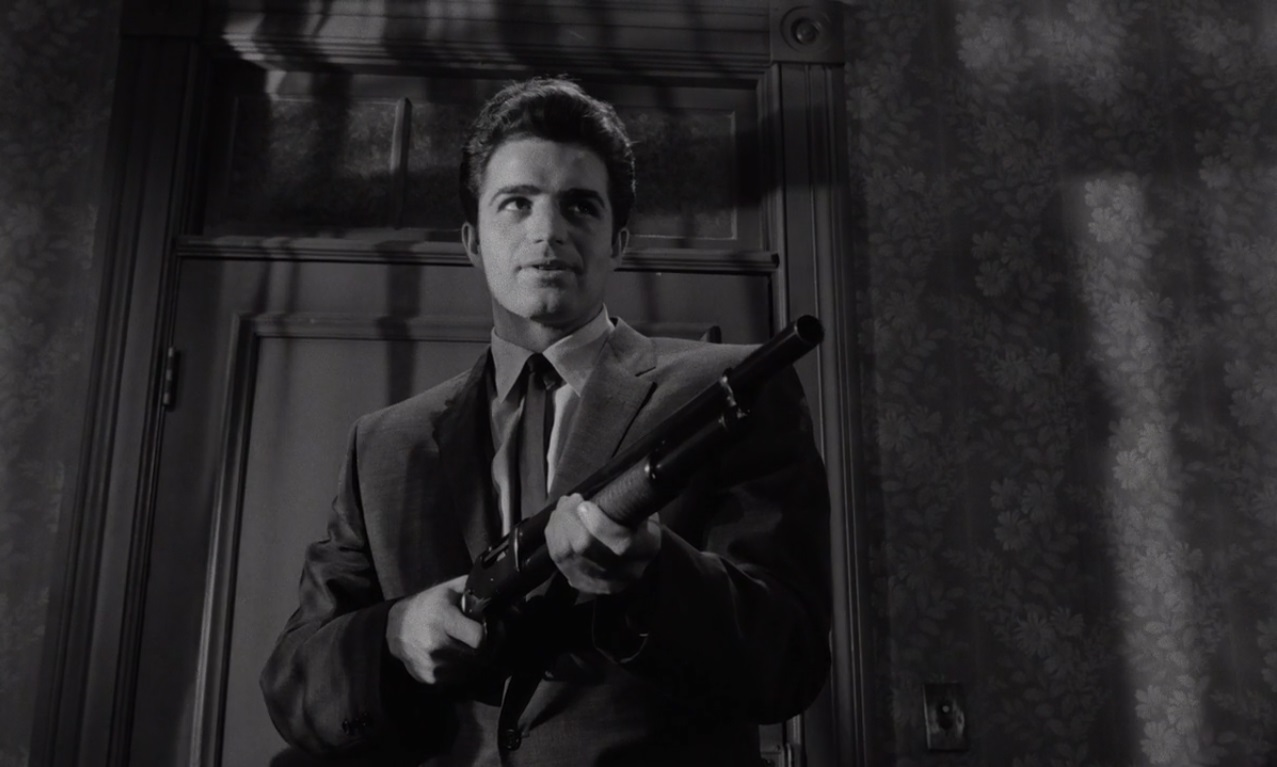
Dans L'Ultime Razzia (1956)

Vince Edwards (parfois crédité Vincent Edwards) est un acteur et réalisateur américain, né Vincent Edward Zoine le 9 juillet 1928 à New York — Arrondissement de Brooklyn (État de New York), mort le 11 mars 1996 à Los Angeles (Californie).

## Biographie
Vince Edwards étudie l'art dramatique dans sa ville natale, à l'American Academy of Dramatic Arts, et tient un premier petit rôle non crédité au cinéma dans Les Passagers de la nuit de Delmer Daves (avec Humphrey Bogart et Lauren Bacall), sorti en 1947. Suivent trente-cinq autres films américains à partir de 1951, dont L'Ultime Razzia de Stanley Kubrick (1956, avec Sterling Hayden et Coleen Gray), La Ballade des sans-espoir (Too Late Blues) de John Cassavetes (1961, avec Bobby Darin et Stella Stevens) et La Brigade du diable d'Andrew V. McLaglen (1968, avec William Holden et Cliff Robertson). Son dernier film américain est Terreur (avec Wes Craven), sorti en 1995.
S'y ajoutent trois films britanniques, dont Les Vainqueurs de Carl Foreman (1963, avec Albert Finney et George Hamilton).
À la télévision, il joue dans vingt-huit séries de 1953 à 1994, dont Ben Casey (cent-cinquante-trois épisodes, 1961-1966 ; rôle-titre), Police Story (deux épisodes, 1976-1978) et Arabesque (un épisode, 1989).
Il contribue aussi à quatorze téléfilms diffusés entre 1970 et 1991, dont Les Douze Salopards : Mission Suicide de Lee H. Katzin (1987, avec Telly Savalas et Ernest Borgnine).
En outre, Vince Edwards est réalisateur sur onze séries de 1963 à 1990, dont Ben Casey (sept épisodes, 1963-1965) et Police Story (un épisode, 1976) pré-citées, Galactica (deux épisodes, 1978) et L'Homme qui tombe à pic (un épisode, 1982). Il réalise également un téléfilm diffusé en 1973 (dont il est aussi scénariste, expérience unique).
Il meurt d'un cancer du pancréas en 1996 à 67 ans.

## Filmographie

### Au cinéma
(comme acteur ; films américains, sauf mention contraire)
- 1947 : Les Passagers de la nuit (Dark Passage) de Delmer Daves : Un policier au péage (non crédité)
- 1952 : La Polka des marins (Sailor Beware) d'Hal Walker : Blayden
- 1952 : Hiawatha de Kurt Neumann : Hiawatha
- 1954 : Sur la trace du crime (Rogue Cop) de Roy Rowland : Joey Langley
- 1955 : Nuit de terreur (The Night Holds Terror) d'Andrew L. Stone : Victor Gosset
- 1956 : L'Ultime Razzia (The Killing) de Stanley Kubrick : Val Cannon
- 1956 : Ce sacré z'héros (Private's Progress) de John Boulting (film britannique) : Un officier allemand (non crédité)
- 1956 : Serenade d'Anthony Mann : Marco Roselli
- 1957 : La Veuve et le Tueur (en) (The Hired Gun) de Ray Nazarro : Kell Beldon
- 1957 : Hit and Run (en) d'Hugo Haas : Frank
- 1957 : L'Or des Cheyennes (en) (Ride Out for Revenge) de Bernard Girard : Chef « Little Wolf »
- 1957 : Les Trois Visages d'Ève (The Three Faces of Eve) de Nunnally Johnson : Un sergent (non crédité)
- 1958 : Meurtre sous contrat (Murder by Contract) d'Irving Lerner : Claude
- 1959 : The Scavengers (en) de John Cromwell : Stuart Allison
- 1959 : La Cité de la peur (City of Fear) d'Irving Lerner : Vince Ryker
- 1961 : La Ballade des sans-espoir (Too Late Blues) de John Cassavetes : Tommy Sheehan
- 1961 : Le Héros d'Iwo-Jima (The Outsider) de Delbert Mann : George
- 1963 : Les Vainqueurs (The Victors) de Carl Foreman (film britannique) : Baker
- 1968 : La Brigade du diable (The Devil's Brigade) d'Andrew V. McLaglen : Major Cliff Bricker
- 1968 : Les requins volent bas (Hammerhead) de David Miller (film britannique) : Charles Hood
- 1969 : La Haine des desperados (The Desperados) d'Henry Levin : David Galt
- 1973 : Le Détraqué (The Mad Bomber) de Bert I. Gordon : Lieutenant Geronimo Minneli
- 1983 : Le Coup du siècle (Deal of the Century) de William Friedkin : Frank Stryker
- 1988 : Cellar Dweller (en) de John Carl Buechler : Norman Meshelski
- 1991 : Motorama de Barry Shils (en) : Le médecin
- 1995 : Terreur (The Fear) de Vincent Robert : Oncle Pete

### À la télévision

#### Comme acteur
Séries
- 1957 : Alfred Hitchcock présente (Alfred Hitchcock Presents)
  - Saison 3, épisode 9 La Gamine (The Young One) de Robert Altman : Tex
- 1959 : Les Incorruptibles (The Untouchables)
  - Saison 1, épisode 8 Pas de cadavre au Mexique (Mexican Stake-Out) de Tay Garnett : Nick Delgado
- 1959 : Aventures dans les îles (Adventures in Paradise)
  - Saison 1, épisode 8 Les Naufragés (The Raft) : Jink Pierce
- 1960 : Laramie
  - Saison 1, épisode 27 The Protectors de Lesley Selander : Gil Craig
- 1961-1966 : Ben Casey
  - Saison 1 à 5, 153 épisodes : Dr Ben Casey
- 1976-1978 : Police Story
  - Saison 4, épisode 1 Payment Deferred (1976) de Corey Allen : Sergent Joe Barley
  - Saison 5, épisode 7 A Chance to Live (1978) de Corey Allen : Walt Abrams
- 1982 : K 2000 (Knight Rider)
  - Saison 1, épisode 1 La Revanche, 1re partie (Knight of the Phoenix, Part I) de Daniel Haller : Fred Wilson
- 1984 : Espion modèle (Cover Up)
  - Saison unique, épisode 7 Rien à perdre (Nothing to Lose) de Richard A. Colla : Alexander Belasco
- 1985 : Histoires de l'autre monde (Tales from the Darkside)
  - Saison 1, épisode 20 It All Comes Out in the Wash : Henry Gropper
- 1989 : Arabesque (Murder, She Wrote)
  - Saison 5, épisode 20 Pourquoi le baseball peut-il être mortel ? (Three Strikes, You're Out) de Seymour Robbie : Harry Dial
- 1991 : Enquêtes à Palm Springs (P.S.I. Luv U)
  - Saison unique, épisode 4 Noces de diamant (Diamonds Are a Girl's Worst Friend) : Frank

Téléfilms
- 1970 : Sole Survivor (en) de Paul Stanley : Major Michael Devlin
- 1970 : Dial Hot Line (en) de Jerry Thorpe : David Leopold
- 1971 : Do Not Fold, Spindle, or Mutilate (en) de Ted Post : Mal Weston
- 1975 : Death Stalk de Robert Day : Jack Trahey
- 1977 : Cover Girls (en) de Jerry London : Bradner
- 1978 : Evening in Byzantium de Jerry London : Bret Easton
- 1978 : The Courage and the Passion de John Llewellyn Moxey : Colonel Joe Agajanian
- 1986 : Le Retour de Mike Hammer (The Return of Mickey Spillane's Mike Hammer) de Ray Danton : L'agent du FBI Frank Walker
- 1987 : Les Douze Salopards : Mission Suicide (The Dirty Dozen : The Deadly Mission) de Lee H. Katzin : Sergent Holt
- 1988 : Le Retour de Ben Casey (The Return of Ben Casey) de Joseph L. Scanlan : Dr Ben Casey
- 1991 : Dillinger (en) de Rupert Wainwright : Hoover
- 1994 : Vilaines Filles et Mauvais Garçons (Jailbreakers) de William Friedkin : M. Norton

#### Comme réalisateur
(séries, sauf mention contraire)
- 1963-1965 : Manheater
  - Saisons 3 à 5, 7 épisodes
- 1973 : Manheater, téléfilm (+ scénariste)
- 1976 : Police Story
  - Saison 4 épisode 9 Oxford Gray
- 1978 : Galactica (Battlestar Galactica)
  - Saison unique, épisodes 12 et 13 Les Cyclons attaquent, 1re et 2e parties (The Living Legend, Parts I & II)
- 1980 : Galactica 1980
  - Saison unique, épisode 4 Les Super Scouts, 1re partie (The Super Scouts, Part I)
- 1980 : L'Île fantastique (Fantasy Island)
  - Saison 4, épisode 1 The Devil and Mandy Breem / The Millionaire
- 1982 : L'Homme qui tombe à pic (The Fall Guy)
  - Saison 2, épisode 8 La Grande Sœur (Hell on Wheels)